# Герб Мошнів
Герб Мошнів — офіційний символ села Мошни, Черкаського району Черкаської області, затверджений 7 квітня 2004 року рішенням сесії сільської ради.
Автор — А. Гречило.

## Опис
У червоному полі золотий спис у перев'яз праворуч вістрям догори, із золотим прапорцем, на якому синій козацький (лапчастий) хрест.

## Зміст
Мошни отримали 1592 р. королівський привілей на магдебурзьке право, в якому також вказувався й герб міста — «ощеп», тобто спис, який підкреслював сторожову функцію поселення. На підставі давнього знаку й було розроблено сучасні проєкти символів села.
Щит увінчано червоною міською короною, що вказує на село, яке давніше було містечком.